# Distributivitet

En illustration som visar distributivitet med rektanglar, för positiva fallet.

I abstrakt algebra inom matematiken sägs en operator, {\displaystyle \,*}, vara distributiv med avseende på en annan operator, +, om det för alla x, y och z i en mängd S gäller att
{\displaystyle \,x*(y+z)=(x*y)+(x*z)}
och
{\displaystyle \,(y+z)*x=(y*x)+(z*x)}
Till exempel är multiplikation distributiv med avseende på addition i mängden av reella tal.
Mer precist kallas operationen  {\displaystyle \,*} vänsterdistributiv (med avseende på +), om den första likheten alltid gäller, och högerdistributiv, om den andra likheten alltid gäller. Operationen är således distributiv om och endast om den är både vänsterdistributiv och högerdistributiv.
Till exempel är exponentiering högerdistributiv men inte vänsterdistributiv med avseende på multiplikation i mängden av positiva heltal:
{\displaystyle (x\cdot y)^{z}=x^{z}\cdot y^{z}}
men 
{\displaystyle x^{y\cdot z}\neq x^{y}\cdot x^{z}.}